# Stazione di Paderno-Robbiate
La stazione di Paderno-Robbiate è una stazione ferroviaria posta lungo la linea Seregno-Bergamo, a servizio dei centri abitati di Paderno d'Adda e Robbiate.

## Storia
Fino al 1931 era denominata semplicemente "Paderno"; in tale anno assunse la nuova denominazione di "Robbiate-Paderno", mutato poi in seguito nell'attuale.

## Movimento
La stazione è servita dai treni regionali di Trenord della relazione Milano-Carnate-Bergamo, cadenzati a frequenza oraria (semioraria nelle ore di punta).
Al 2007, l'impianto risultava frequentato da un traffico giornaliero medio di 1 071 persone.
Dal 15 settembre 2018 al 14 settembre 2020 il Ponte San Michele, che collega la stazione di Paderno-Robbiate con quella di Calusco, è stato chiuso sia alla circolazione sia ferroviaria sia stradale per interventi di manutenzione. Durante tale periodo i treni precedentemente in servizio tra Milano e Bergamo sono stati limitati alle relazioni Milano-Paderno e Calusco-Bergamo e sono stati effettuati autobus sostitutivi in servizio tra Paderno e Calusco.

## Incidenti
Intorno al mezzogiorno del 19 agosto 2020 un convoglio passeggeri della società Trenord, lasciato in sosta sul binario d'incrocio della stazione fuori servizio, a porte chiuse e senza personale ferroviario a bordo, si è messo in movimento autonomamente verso la stazione di Carnate-Usmate, dove, per arrestarlo dopo circa 6 km di corsa fuori controllo, è stato deviato dal corretto tracciato e fatto impattare contro i respingenti del tronchino sito a sud del binario 5.

Il convoglio era arrivato a Paderno-Robbiate alle 11:39 effettuando il treno regionale 10767, proveniente da Milano Porta Garibaldi, e sarebbe dovuto ripartire alle 12:22 come treno regionale 10776, effettuando lo stesso percorso in senso opposto; sul mezzo, all'inizio ritenuto completamente vuoto, era in realtà presente un passeggero, un uomo rimasto a bordo dopo il termine del precedente servizio di linea, rimasto ferito nel deragliamento.

Al gennaio 2021 le indagini non sono ancora concluse e contemplano varie ipotesi relative al motivo del movimento libero del convoglio (avvenuto senza propulsione e solo per pendenza del binario); per far luce su tali questioni viene considerata l'eventualità di effettuare una simulazione dell'accaduto presso la stazione di Paderno-Robbiate.

## Servizi
La stazione dispone di:
- Sala d'attesa
- Servizi igienici

È inoltre possibile acquistare i biglietti e gli abbonamenti del treno in alcune edicole e tabaccherie nei pressi della stazione.